# GP Oetingen 2022
La 2e édition du GP Oetingen a eu lieu le 9 mars 2022. La course fait partie du calendrier international féminin UCI 2022 en catégorie 1.1. Elle est remportée par la Néerlandaise Lorena Wiebes.

## Présentation

### Équipes
| UCI Women's WorldTeams (4)- Team BikeExchange-Jayco - Human Powered Health - Team DSM - Uno-X Pro Cycling Team Équipes féminines continentales (17)- Arkéa Pro Cycling Team - AG Insurance NXTG - Andy Schleck-CP NVST-Immo Losch - Bingoal-Chevalmeire-Van Eyck Sport - Bizkaia-Durango - Cofidis - Ceratizit-WNT Pro Cycling - Coop-Hitec Products - GT Krush Tunap - Rupelcleaning - Lotto Soudal Ladies - Le col-Wahoo - Multum Accountants - Massi Tactic - Plantur-Pura - Parkhotel Valkenburg - Valcar-Travel & Service Équipe féminines amateur (4)- Belco-Van Eyck - Lviv Cycling Team - Proximus-Alphamotorhomes - S-bikes Doltcini |
| |

## Récit de la course
Lorena Wiebes remporte le sprint d'un peloton d'une vingtaine de coureuses.

## Classements

### Classement final
| \| Classement général \| Classement général \| Classement général \| Classement général \| Classement général \| \| Coureuse \| Coureuse \| Pays \| Équipe \| Temps \| \| ------------------ \| ------------------------- \| ------------------ \| ------------------------- \| ------------------ \| \| 1re \| Lorena Wiebes \| Pays-Bas \| Team DSM \| 3 h 30 min 19 s \| \| 2e \| Chiara Consonni \| Italie \| Valcar-Travel & Service \| + 0 s \| \| 3e \| Maria Giulia Confalonieri \| Italie \| Ceratizit-WNT Pro Cycling \| + 0 s \| \| 4e \| Lucie Jounier \| France \| Arkéa Pro Cycling Team \| + 0 s \| \| 5e \| Arianna Fidanza \| Italie \| Team BikeExchange-Jayco \| + 0 s \| \| 6e \| Susanne Andersen \| Norvège \| Uno-X Pro Cycling Team \| + 0 s \| \| 7e \| Georgia Baker \| Australie \| Team BikeExchange-Jayco \| + 0 s \| \| 8e \| Maria Martins \| Portugal \| Le Col-Wahoo \| + 0 s \| \| 9e \| Julie De Wilde \| Belgique \| Plantur-Pura \| + 0 s \| \| 10e \| Valentine Fortin \| France \| Cofidis \| + 0 s \| |                           |           |                           |                 |
| |                           |           |                           |                 |
| |                           |           |                           |                 |
| Classement général |                           |           |                           |                 |
| Coureuse | Coureuse                  | Pays      | Équipe                    | Temps           |
| 1re | Lorena Wiebes             | Pays-Bas  | Team DSM                  | 3 h 30 min 19 s |
| 2e | Chiara Consonni           | Italie    | Valcar-Travel & Service   | + 0 s           |
| 3e | Maria Giulia Confalonieri | Italie    | Ceratizit-WNT Pro Cycling | + 0 s           |
| 4e | Lucie Jounier             | France    | Arkéa Pro Cycling Team    | + 0 s           |
| 5e | Arianna Fidanza           | Italie    | Team BikeExchange-Jayco   | + 0 s           |
| 6e | Susanne Andersen          | Norvège   | Uno-X Pro Cycling Team    | + 0 s           |
| 7e | Georgia Baker             | Australie | Team BikeExchange-Jayco   | + 0 s           |
| 8e | Maria Martins             | Portugal  | Le Col-Wahoo              | + 0 s           |
| 9e | Julie De Wilde            | Belgique  | Plantur-Pura              | + 0 s           |
| 10e | Valentine Fortin          | France    | Cofidis                   | + 0 s           |

### Points UCI
| Position           | 1er | 2e | 3e | 4e | 5e | 6e | 7e | 8e | 9e | 10e | 11e | 12e | 13e à 15e | 16e à 25e |
| Classement général | 125 | 85 | 70 | 60 | 50 | 40 | 35 | 30 | 25 | 20  | 15  | 10  | 5         | 3         |